# 蔣介石研究群
中央研究院近代史研究所蔣介石研究群，簡稱蔣介石研究群，是中央研究院近代史研究所所內研究群體之一，宗旨為藉群策之力，深化蔣介石的學術研究。

## 簡史
隨著蔣介石檔案與日記等新史料的開放，中研院近史所於2000年4月成立「蔣介石與日本研究群」，2007年3月再擴大為「蔣介石研究群」，以中研院近史所研究人員為主體，並廣邀臺灣對此問題學有專精之學者共同參與。研究群成立以來，推動大型研究計畫，舉辦數十次演講與學術研討會，促進臺灣與國際學者之間的交流。
蔣介石研究群出版之研究成果，如《蔣介石與現代中國的形塑》(共二冊)、《國共關係與中日戰爭》、《近代中日關係史新論》、《中日戰爭和東亞變局》等，亦推動史料徵集與共享，出版《蔣中正總統五記》、《中日關係史料彙編》等史料彙編。
目前研究群成員，近史所研究人員有黃自進、黃克武、潘光哲、吳啟訥、汪正晟、蘇聖雄、陳冠任、陳柏旭；近史所兼任成員：張玉法、陳三井、張瑞德；近史所所外成員：劉維開。